# 旺蝦王
旺蝦王（英語：Hot King Prawn，來港前稱），是一匹曾經在香港出賽的已退役賽駒，為2020/2021馬季最佳短途馬，練馬師是蔡約翰。作為一匹在1000米賽事戰績彪炳的灰馬，「旺蝦王」被傳媒形容為「灰色直路王」。競賽生涯中一勝國際一級賽。

## 簡介
2017年5月13日，「旺蝦王」於香港首次出賽便一出即勝，打開其在港的勝利之門。
2017年12月23日，「旺蝦王」取得了五連捷。
2018年10月1日，田泰安策騎「旺蝦王」勝出國際三級賽國慶盃。賽後，田泰安說道：「如果你有留意牠前往閘廂時的姿態，你不會相信這是匹短途馬。牠走起來十分文靜，馴如羔羊，但其實只是盡可能保存體力以待陣上拼搏。但當閘門打開時，牠即時好像變成一頭猛獸，渾身是勁，全神貫注。牠就像一部跑車，起動後瞬間就可以提升到全速。今天牠沿途跟隨『發盈喜』，在我胯下呼吸暢順，跑到末段時，我知道牠還有大把在手。我發出加速的指示，牠立即豎起雙耳飛撲上前。我們都知道牠是匹好馬，我更加認為牠是我在香港策騎過的最優秀的馬匹之一。」練馬師蔡約翰說道：「『旺蝦王』的成熟進度一如預期，身軀比以前更為強壯了一些，無論在閘後或競賽途中都更為放鬆，這有助於牠下一仗競逐1200米。」
2018年10月21日，祈普敦策騎「旺蝦王」勝出國際二級賽精英碗。賽後，祈普敦說：「我曾在澳洲有過不少難忘的時刻，但今日能在香港贏得我的代表之作，我深感榮幸，令我欣喜不已。」他續說：「我曾擔心於我內側起步賽駒的速度，因這或會影響坐騎沿途是否走得暢順，不過『旺蝦王』在很短時間內即能加速上前，瞬即佔有優勢，表現出短途佳駟應有的風範。出閘後在一段短途程上牠已能切入內疊，自此便能主宰賽事形勢，由於牠沿途能輕鬆領放，所以直路上牠猶有餘力，其他對手已難以將牠追及。」
2018年11月18日，莫雷拉策騎「旺蝦王」以直領到底的姿態勝出國際二級賽馬會短途錦標。莫雷拉說道：「能為蔡約翰主策像『旺蝦王』這般的好馬，確是一件賞心樂事。」他續說：「『旺蝦王』出閘甚快，當我在直路上催策牠時，我一直有信心牠能以勁勢維持到底。」練馬師蔡約翰說道：「牠不斷進步，愈跑愈出色，不論何時何地，牠都能一直保持上佳進度。」
2019年2月，「旺蝦王」因腹绞痛接受了高級獸醫羅沛成醫生進行的手术，而「旺蝦王」在後半季都需要休養，而且在來季的復出之期也因而延誤。「旺蝦王」休養約9個月後在11月17日的馬會短途錦標復出，在利敬國胯下取得第二名，表現理想，證實了「旺蝦王」順利康復。
2020年11月22日，莫雷拉策騎「旺蝦王」勝出國際二級賽馬會短途錦標，使得「旺蝦王」第二度贏得該項賽事。賽事中，「旺蝦王」雖未如出道初期般鋒芒畢露，但其走勢顯示其心智卻更為成熟。起步後連同「旺蝦王」在內共有四駒爭奪領先，「旺蝦王」在莫雷拉胯下瞬即能從容稍為留住，跟隨領放馬匹。雖然「旺蝦王」因而須沿途走第三疊，但是馬兒全程走勢暢順。賽後，莫雷拉說道：「我從未有擔心過，因為我知道胯下坐騎狀態甚勇。現時牠亦再成熟多一點，雖然牠的前速已不如牠初出道般銳利，但我並不認為這是件壞事，因為我們最想見到牠於末段衝刺強勁，今日牠便能證明這一點。」
2021年1月24日，莫雷拉策騎「旺蝦王」勝出國際一級賽百週年紀念短途盃。賽後，練馬師蔡約翰說道：「之前由於未能勝出一級賽，這匹馬曾經一度備受質疑。但公平一點來說，牠在過去兩三年的表現與若干頂尖馬匹比較亦不遜色。」莫雷拉補充：「這是牠的一個傑出成就，非言詞所能容易形容。牠一直令我們覺得牠有這樣的能力，只可惜成功來得晚了一些。」
2020/2021馬季，「旺蝦王」成爲該年度的最佳短途馬。
2021/2022馬季，「旺蝦王」踏入七歲後，戰鬥力大不如前，結果於2022年5月25日宣告退役。馬主劉錫康說：「『旺蝦王』曾帶給我和家人很多美好回憶，牠將會退役，我和女兒津津都捨不得牠，牠退役後會運往澳洲，安享晚年。」

## 在港勝出賽事全紀錄
| 比賽日期   | 賽事名稱             | 賽事班次 | 賽道 | 賽事路程 | 比賽馬場   | 名次 | 完成時間 | 騎師   |
| ---------- | -------------------- | -------- | ---- | -------- | ---------- | ---- | -------- | ------ |
| 13/05/2017 | 主席賽馬日平磅賽     | 新馬賽   | 草地 | 1000米   | 沙田馬場   | 1    | 0:57.12  | 潘頓   |
| 18/06/2017 | 北京會所平磅賽       | 新馬賽   | 草地 | 1000米   | 沙田馬場   | 1    | 0:57.19  | 潘頓   |
| 05/11/2017 | L'OREAL PARIS讓賽    | 第三班   | 草地 | 1000米   | 沙田馬場   | 1    | 0:56.67  | 潘頓   |
| 03/12/2017 | 中間讓賽             | 第三班   | 草地 | 1000米   | 沙田馬場   | 1    | 0:56.03  | 潘頓   |
| 23/12/2017 | 赤徑讓賽             | 第二班   | 草地 | 1000米   | 沙田馬場   | 1    | 0:56.63  | 潘頓   |
| 13/06/2018 | 黃泥涌峽讓賽         | 第二班   | 草地 | 1200米   | 跑馬地馬場 | 1    | 1:09.13  | 潘頓   |
| 01/10/2018 | 國慶盃（讓賽）       | G3       | 草地 | 1000米   | 沙田馬場   | 1    | 0:56.00  | 田泰安 |
| 21/10/2018 | 精英碗（讓賽）       | G2       | 草地 | 1200米   | 沙田馬場   | 1    | 1:08.23  | 祈普敦 |
| 18/11/2018 | 中銀理財馬會短途錦標 | G2       | 草地 | 1200米   | 沙田馬場   | 1    | 1:08.59  | 莫雷拉 |
| 08/03/2020 | 赤鱲角讓賽           | 第一班   | 草地 | 1200米   | 沙田馬場   | 1    | 1:08.72  | 莫雷拉 |
| 22/11/2020 | 馬會短途錦標         | G2       | 草地 | 1200米   | 沙田馬場   | 1    | 1:08.00  | 莫雷拉 |
| 24/01/2021 | 百週年紀念短途盃     | G1       | 草地 | 1200米   | 沙田馬場   | 1    | 1:08.01  | 莫雷拉 |

## 在港一級賽出賽全紀錄
| 比賽日期   | 賽事名稱           | 賽事班次 | 賽道 | 賽事路程 | 比賽馬場 | 名次 | 完成時間 | 騎師   |
| ---------- | ------------------ | -------- | ---- | -------- | -------- | ---- | -------- | ------ |
| 09/12/2018 | 浪琴表香港短途錦標 | G1       | 草地 | 1200米   | 沙田馬場 | 9    | 1:09.57  | 莫雷拉 |
| 08/12/2019 | 浪琴表香港短途錦標 | G1       | 草地 | 1200米   | 沙田馬場 | 2    | 1:08.17  | 田泰安 |
| 19/01/2020 | 百週年紀念短途盃   | G1       | 草地 | 1200米   | 沙田馬場 | 3    | 1:08.79  | 田泰安 |
| 16/02/2020 | 女皇銀禧紀念盃     | G1       | 草地 | 1400米   | 沙田馬場 | 3    | 1:21.87  | 田泰安 |
| 26/04/2020 | 主席短途獎         | G1       | 草地 | 1200米   | 沙田馬場 | 4    | 1:08.63  | 莫雷拉 |
| 13/12/2020 | 浪琴表香港短途錦標 | G1       | 草地 | 1200米   | 沙田馬場 | 7    | 1:08.70  | 莫雷拉 |
| 24/01/2021 | 百週年紀念短途盃   | G1       | 草地 | 1200米   | 沙田馬場 | 1    | 1:08.01  | 莫雷拉 |
| 12/12/2021 | 浪琴表香港短途錦標 | G1       | 草地 | 1200米   | 沙田馬場 | 4    | 1:08.99  | 莫雅   |
| 23/01/2022 | 百週年紀念短途盃   | G1       | 草地 | 1200米   | 沙田馬場 | 3    | 1:08.91  | 潘頓   |
| 24/04/2022 | 主席短途獎         | G1       | 草地 | 1200米   | 沙田馬場 | 5    | 1:08.43  | 莫雷拉 |

## 外部連結
- . 2018-10-01  [2018-10-01]. （原始内容存档于2018-10-10）.
- . 2018-10-21  [2018-10-21]. （原始内容存档于2018-10-26）.
- . 2018-11-18  [2018-11-18]. （原始内容存档于2019-07-15）.
- . 2020-11-22  [2020-11-22].
- . 2021-01-24  [2021-01-24]. （原始内容存档于2021-01-31）.